# 东亚碎米藓
东亚碎米藓（学名：Fabronia matsumurae），又名日本碎米藓，为碎米藓科碎米藓属下的一个种。